# Luigi Ugolini
Luigi Ugolini (Firenze, 25 giugno 1891 – Firenze, 22 giugno 1980) è stato uno scrittore e giornalista italiano.
Poeta e scrittore Luigi Ugolini è nato a Firenze, discendente di un'antica famiglia nobile dell'aretino. Fa parte del gruppo Nuova Antologia insieme con Giovanni Papini. Le sue opere sono tradotte in quasi tutte le lingue europee. È il nonno della attrice e romanziera Vanna Bonta.
È sepolto nel Cimitero delle Porte Sante di Firenze.

## Premi letterari
- Premio nazionale Città di Biella, 1935, per La Zolla
- Premio dell'Accademia d'Italia (Accademia dei Lincei), 1936
- Premio Castello, 1962, per Gli Skua d'Isola Bianca
- Premio Bancerello Sport, 1983, per Storie di caccia, di pesca, di vita

## Romanzi per cinema
- Musoduro
- Giuliano de' Medici
- Selvaggia
- Nido di Falasco, II